# Albina Kelmendi
Albina Kelmendi også kendt som Albina (født 27. januar 1998) er en kosovo-albansk sangerinde. Hun har sammen med sin familie som gik under gruppe navnet Familja Kelmendi repræsenteret Albanien i Eurovision Song Contest 2023  sangen "Duje" og de fik en 22. plads i Finalen.